# Ligne de tramway 54 (Paris)
La ligne 54, est une ancienne ligne de l'ancien tramway de Paris qui reliait le carrefour de la Trinité à Paris à Enghien-les-Bains (en Seine-et-Oise, actuel Val-d'Oise) entre 1900 et 1935.

## Tracé

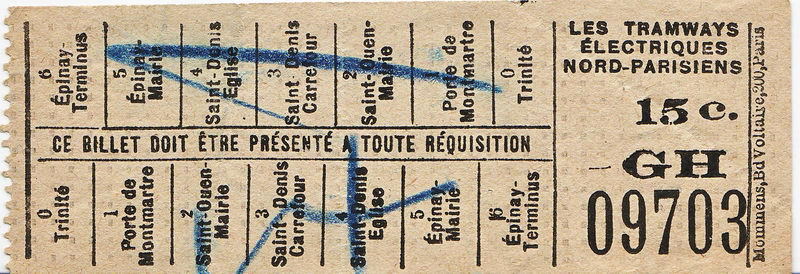
Billet du tram, sur son tracé d'avant 1908

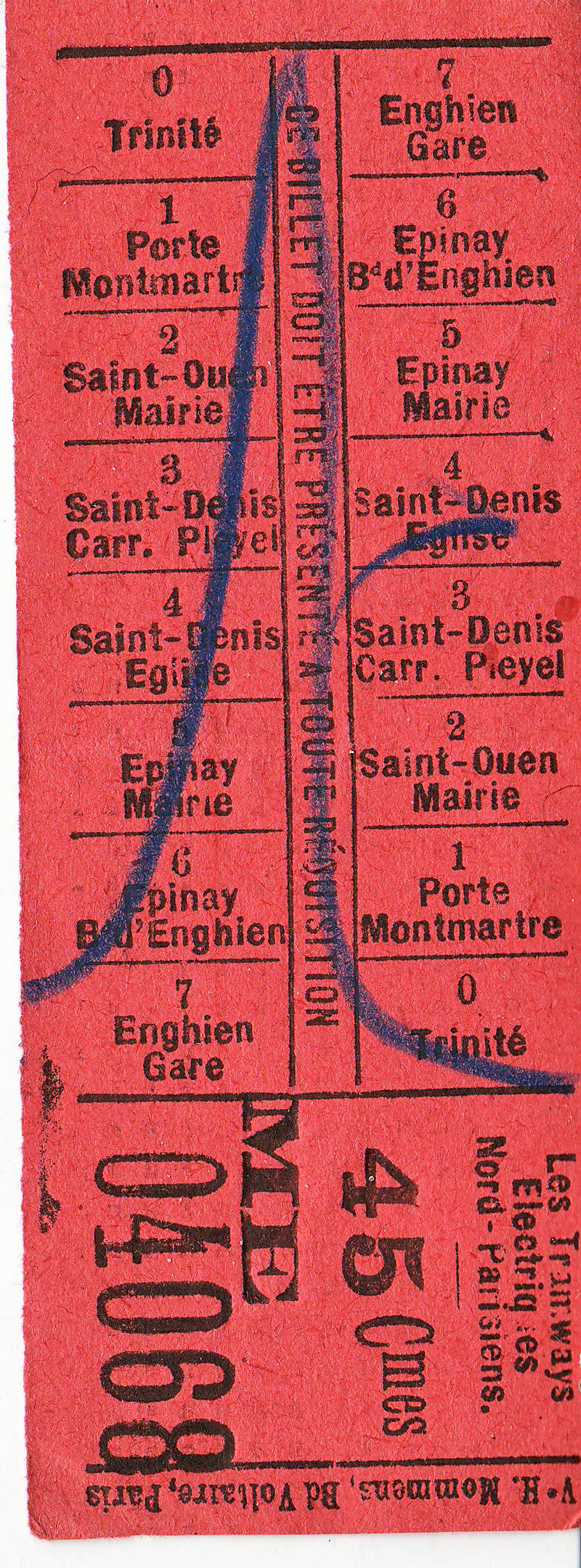
Billet du tram, sur son tracé définitif, du temps de son exploitation par les tramways Nord-Parisiens

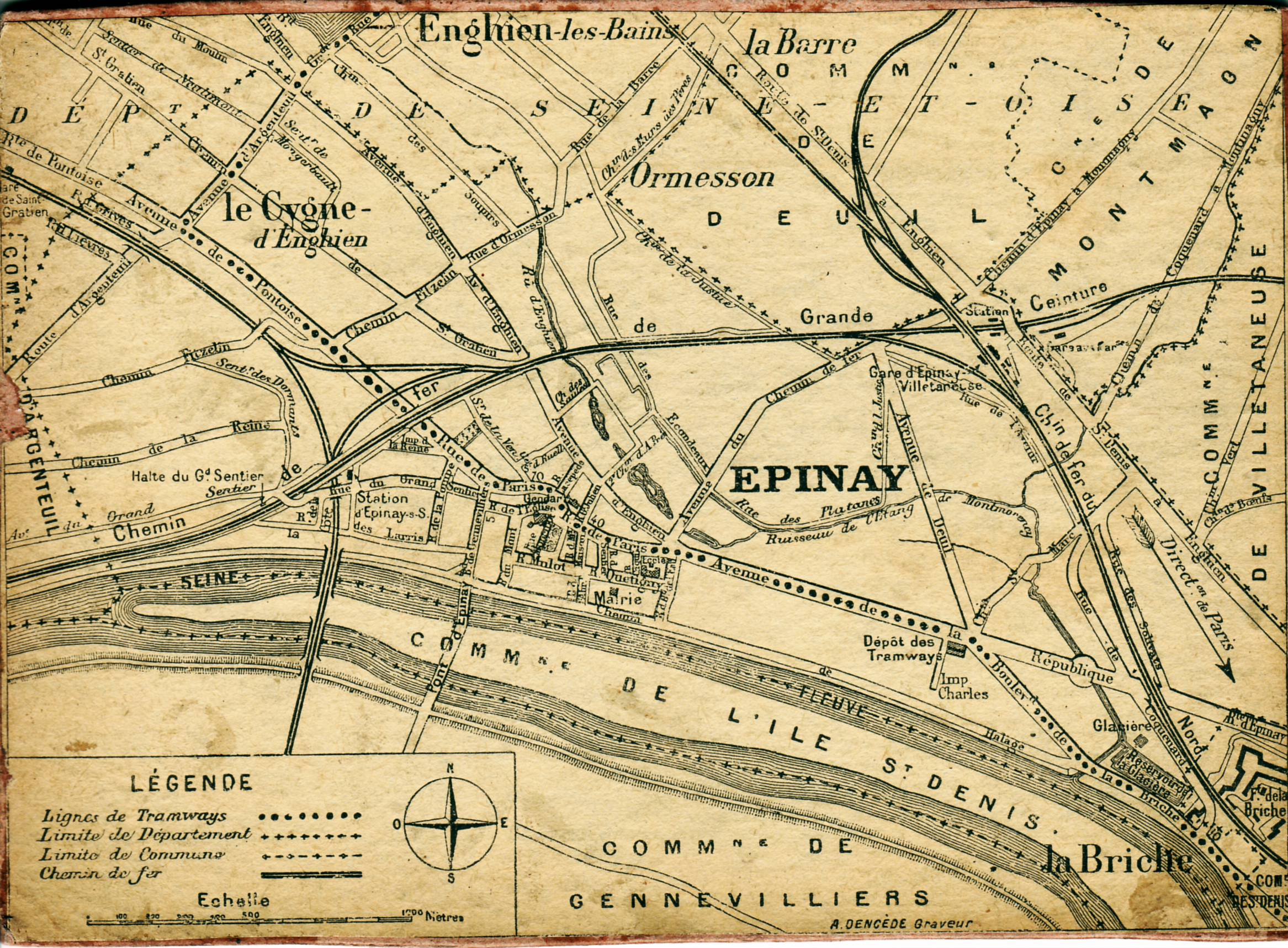
Plan d'Épinay-sur-Seine après 1908, montrant en pointillés le tracé du tramway

Le tramway Épinay (Cygne d'Enghien) - Trinité (Église de la Trinité à Paris) a été mis en service par la Compagnie des tramways électriques du Nord-Parisien le 26 septembre 1900. Cette compagnie, constituée par décret du 11 janvier 1900, n'exploitait que cette seule ligne, concédée initialement le 30 mars 1899 à Messieurs Jean Claret et Vuilleumier.
La ligne desservait alors :
- le Cygne d'Enghien à Épinay-sur-Seine, à proximité du lac d'Enghien. Cet emplacement constituait la limite de l'ancien département de la Seine, et la concession pouvait donc être délivrée au titre de ce seul département ;
- le bourg d'Épinay-sur-Seine, par la rue de Paris, qui est l'ancien tracé de la route nationale 14 ;
- le quartier de la Briche à Épinay-sur-Seine, toujours sur la Nationale 14.

Le tramway entrait à Saint-Denis par la rue de la Briche puis l'actuelle rue Paul-Éluard, dans le quartier de la Briche, et contournait le vieux centre de la ville par les boulevards édifiés lors de la démolition des remparts médiévaux et desservait l'église Neuve et la porte de Paris par les boulevards alors dénommés boulevard de Châteaudun et cours Ragot. Toute cette partie de la ligne était à voie unique et comportait  à chaque station un évitement pour permettre le croisement des rames. Au-delà, la ligne était établie à double voie.
Pénétrant dans La Plaine Saint-Denis, il desservait la route de la Révolte (avec une correspondance avec les trains-tramways de la Compagnie du Nord au pont de la Révolte), puis le carrefour Pleyel. À Saint-Ouen, il desservait la mairie. Sur ce tracé, il utilisait les voies existantes de la ligne de tramway de Saint-Denis à la Madeleine. Il s'en séparait à Saint-Ouen pour y emprunter la voie alors dénommée rue Montmartre.
Il pénétrait à Paris par la porte de Montmartre, passait par les rues du Poteau, Damrémont et Caulaincourt, par le place de Clichy et atteignait son terminus, à l'église de la Trinité, en empruntant des voies utilisant des itinéraires différents selon le sens : rue d'Amsterdam et de Londres vers la Trinité, rue de Clichy dans l'autre sens,.
À la suite des graves difficultés financières du Tramway d'Enghien à Montmorency, la compagnie des Compagnie des tramways de Paris et du département de la Seine (TPDS) absorba cette ligne, alors à voie métrique.
Après d'importants travaux (mise à voie normale de l’Enghien - Montmorency, prolongement de l’Épinay - Trinité jusqu'à la gare d'Enghien-les-Bains, les deux lignes furent connectées le 19 avril 1908, mais ont été exploitées séparément, la ligne Épinay - Trinité devenant Enghien - Trinité.

## Exploitation
Au début de son exploitation, la ligne était légèrement bénéficiaire, avec, en 1902, 896 000 F de recettes pour 814 000 F de dépenses, soit un coefficient d'exploitation de 0,91, qui s'améliora puisque, en 1909, après la reprise de la ligne de tramway d'Enghien à Montmorency, les recettes étaient de 1 186 000 F pour 910 000 F de dépenses, soit un coefficient d'exploitation de 0,76.
La ligne fut toujours exploitée en traction électrique, d'abord par la Compagnie des tramways Nord-Parisiens, puis, après son rachat en 1910, par la Compagnie des tramways de Paris et du département de la Seine (TPDS), qui lui donne le numéro 15. En 1921, l'ensemble des réseaux de tramways de l'ancien département de la Seine fusionnèrent pour former la Société des transports en commun de la région parisienne. La ligne porta alors le numéro 54.
Cette ligne de 14,9 km était alors parcourue en 65 minutes par les 17 rames de tramway qui la desservaient, avec un intervalle minimal de 15 min aux heures de pointe.
Elle a été  supprimée le 25 mars 1935 et remplacée par des lignes de bus. L'indice de ligne 54 sert néanmoins toujours, avec la ligne de bus RATP 254 desservant toujours Épinay-sur-Seine.

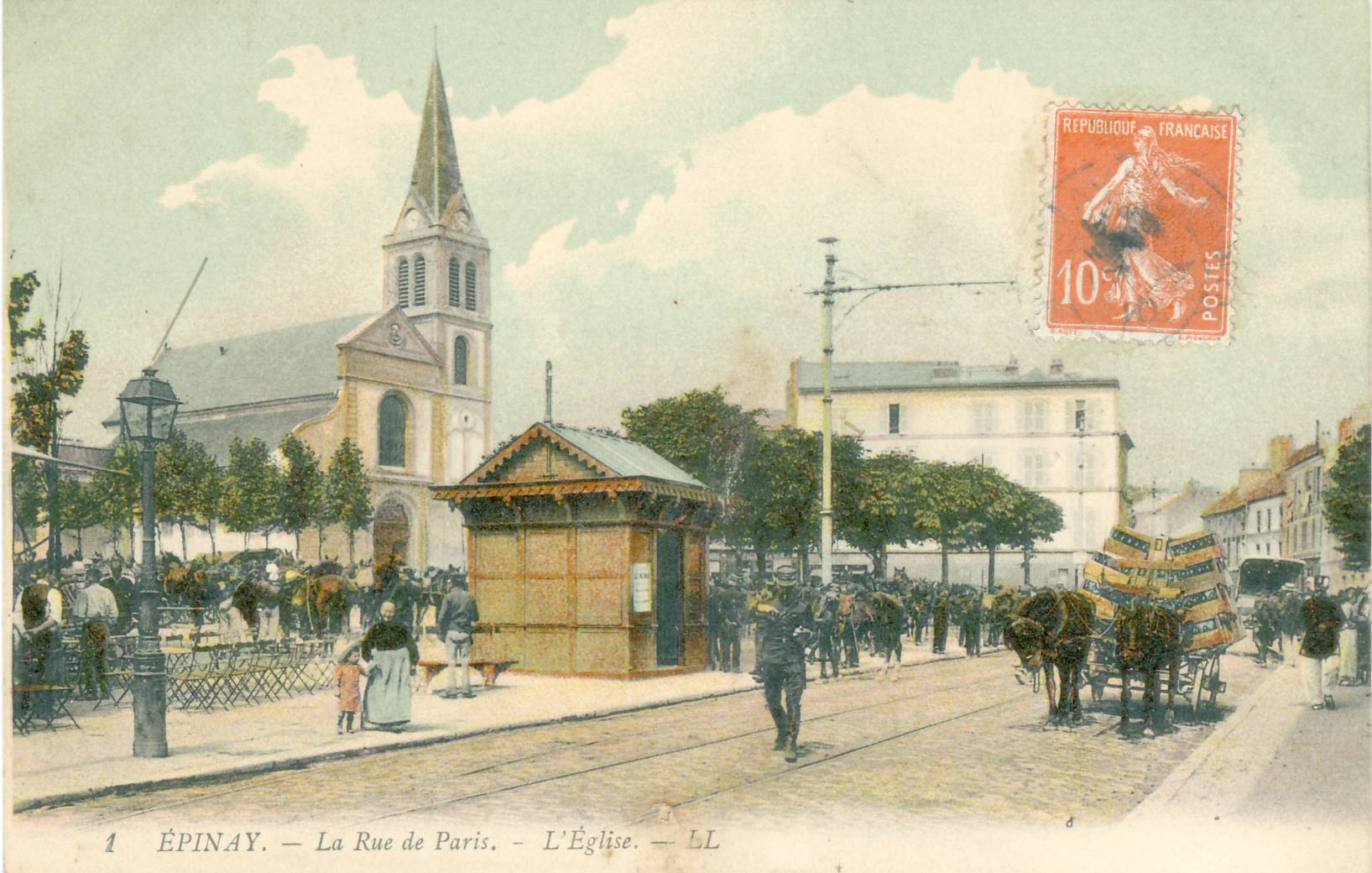
Des aubettes (ancêtres des abribus) étaient installées aux arrêts importants

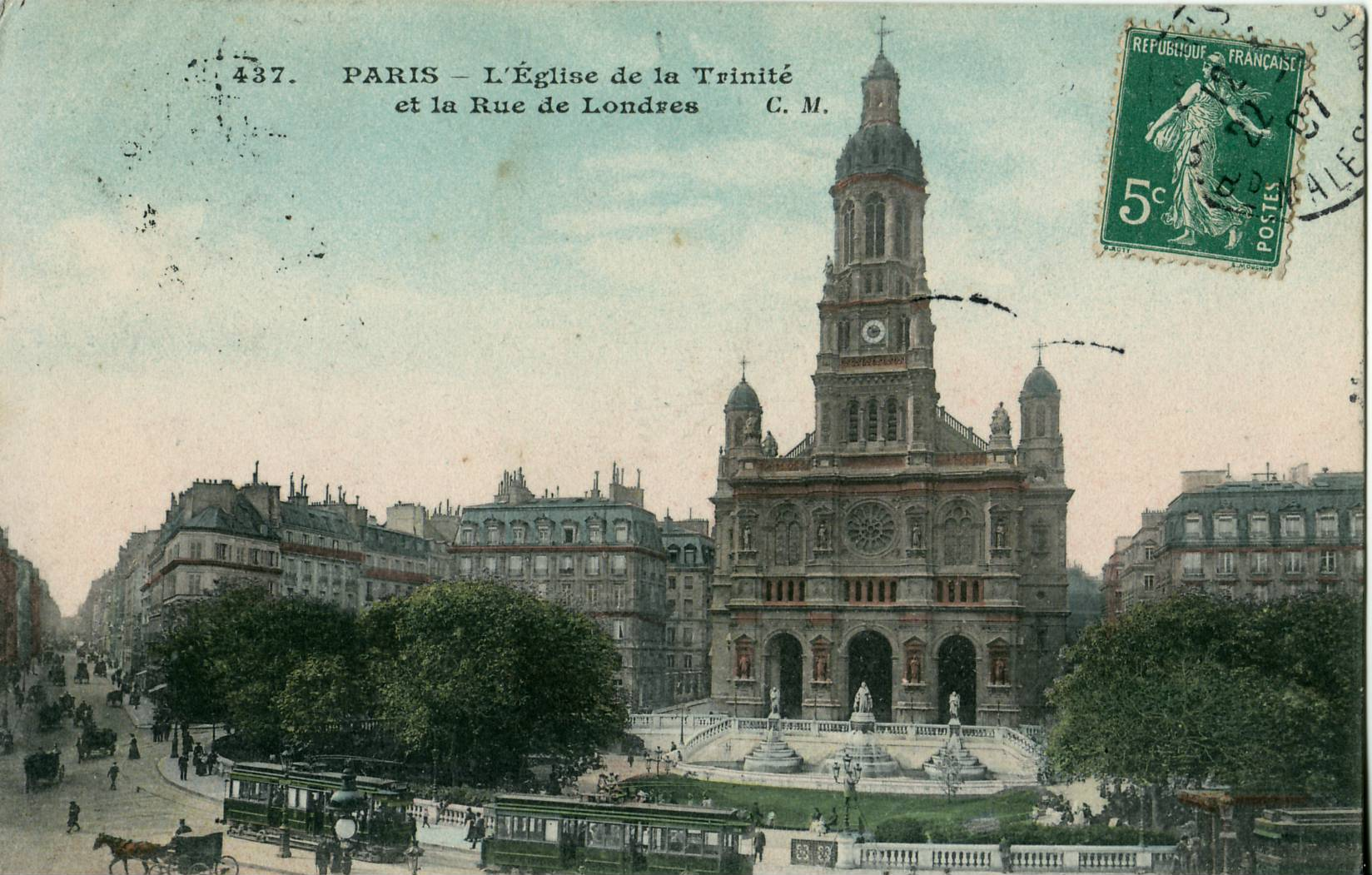
Le terminus parisien de la ligne, à la Trinité (actuelle Place d'Estienne-d'Orves) au tout début du XX

Il fallut attendre le 30 juin 1952 pour que la partie sud de la ligne ait à nouveau une desserte en transports en commun lourds, grâce au prolongement de la ligne 13 du métro de Paris entre Porte de Saint-Ouen à Carrefour Pleyel.
Une partie de la section nord revit, sur un tracé un peu différent, grâce au projet de T8, mis en service en 2014 et reliant Saint-Denis au quartier d'Orgemont à Épinay.
Électrifiée dès l'origine, la ligne était à voie unique sur toute sa partie nord, à l'exception des évitements où les tramways pouvaient se croiser, et à double voie (ou à itinéraires dissociés) à Paris, Saint-Ouen et La Plaine Saint-Denis.

### Trafic
En 1902, la ligne transportait 6 626 000 voyageurs, puis, en 1909, 8 754 000 voyageurs, qui, en 1926, n'étaient plus que 6 376 000.

## Infrastructure
L'électrification d'origine était originale, avec une caténaire à deux conducteurs (de manière que le retour de courant ne se fasse pas par les rails) en banlieue, et par plots système Claret - Vuilleumier (les ingénieurs qui avaient obtenu la concession de la ligne) à Paris. La longueur exploitée avec un captage par plots se réduira au fil du temps, pour ne concerner, en 1910, que la section Trinité - Place de Clichy.
Le dépôt des tramways de la ligne, appelé le dépôt de la Briche, était situé à proximité du Carrefour des Mobiles, sur l'actuel boulevard Foch à Épinay-sur-Seine. Désaffecté le 28 janvier 1935, puis loué à des entreprises, il a été démoli en 1966 pour faire place à des logements.

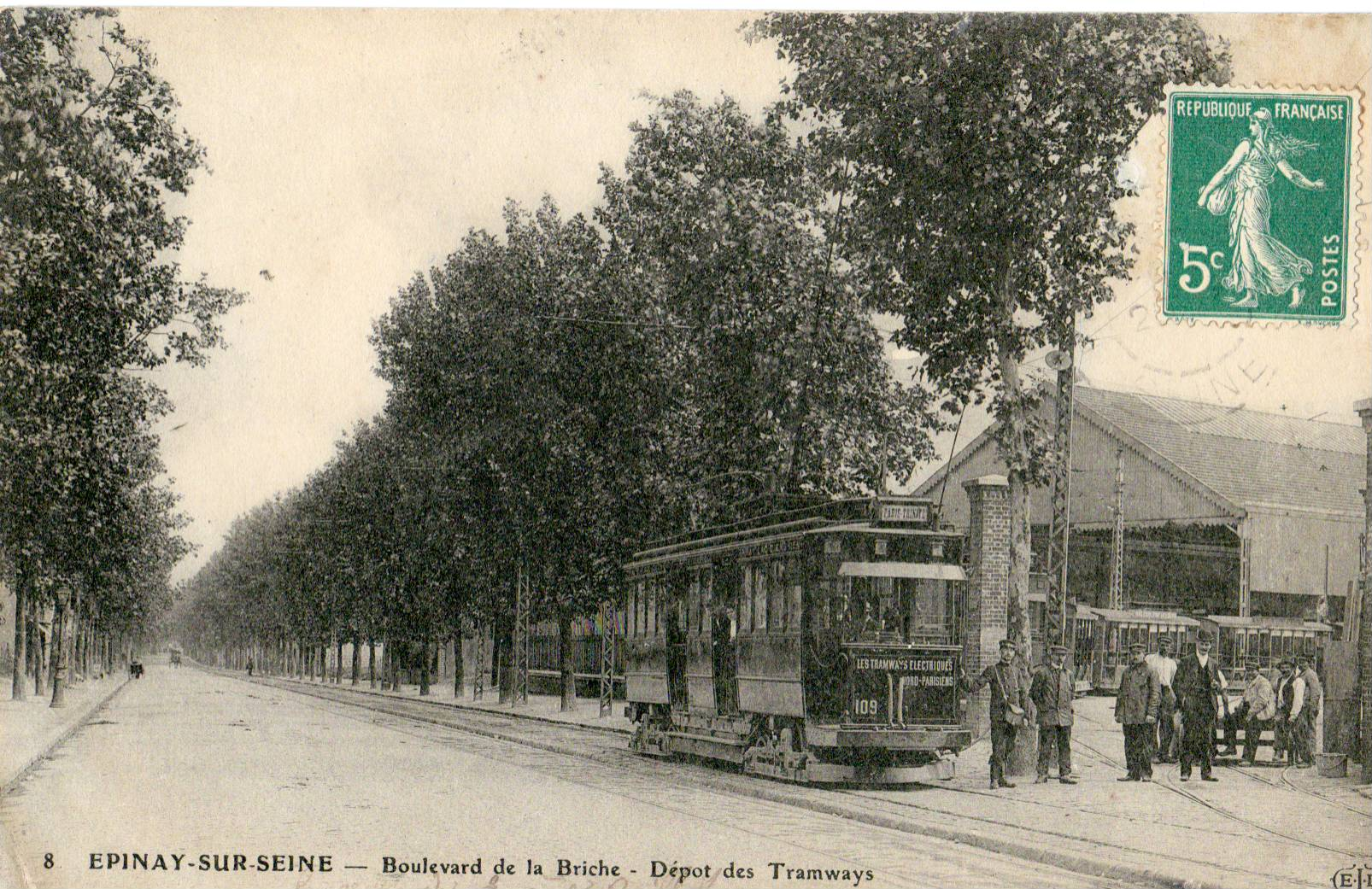
Le dépôt du temps du Nord-Parisien.
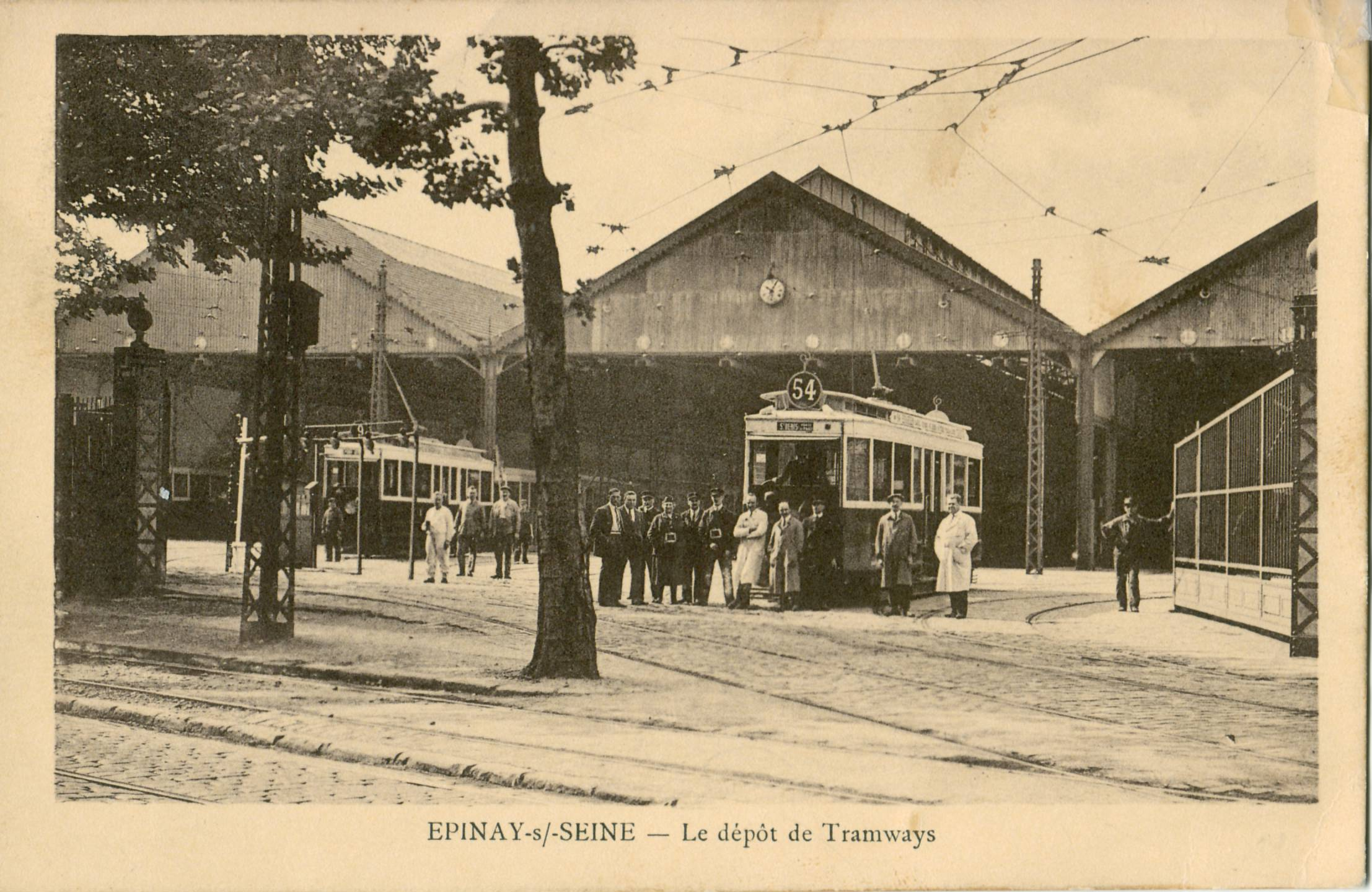
Le dépôt de la Briche, au temps de la STCRP.
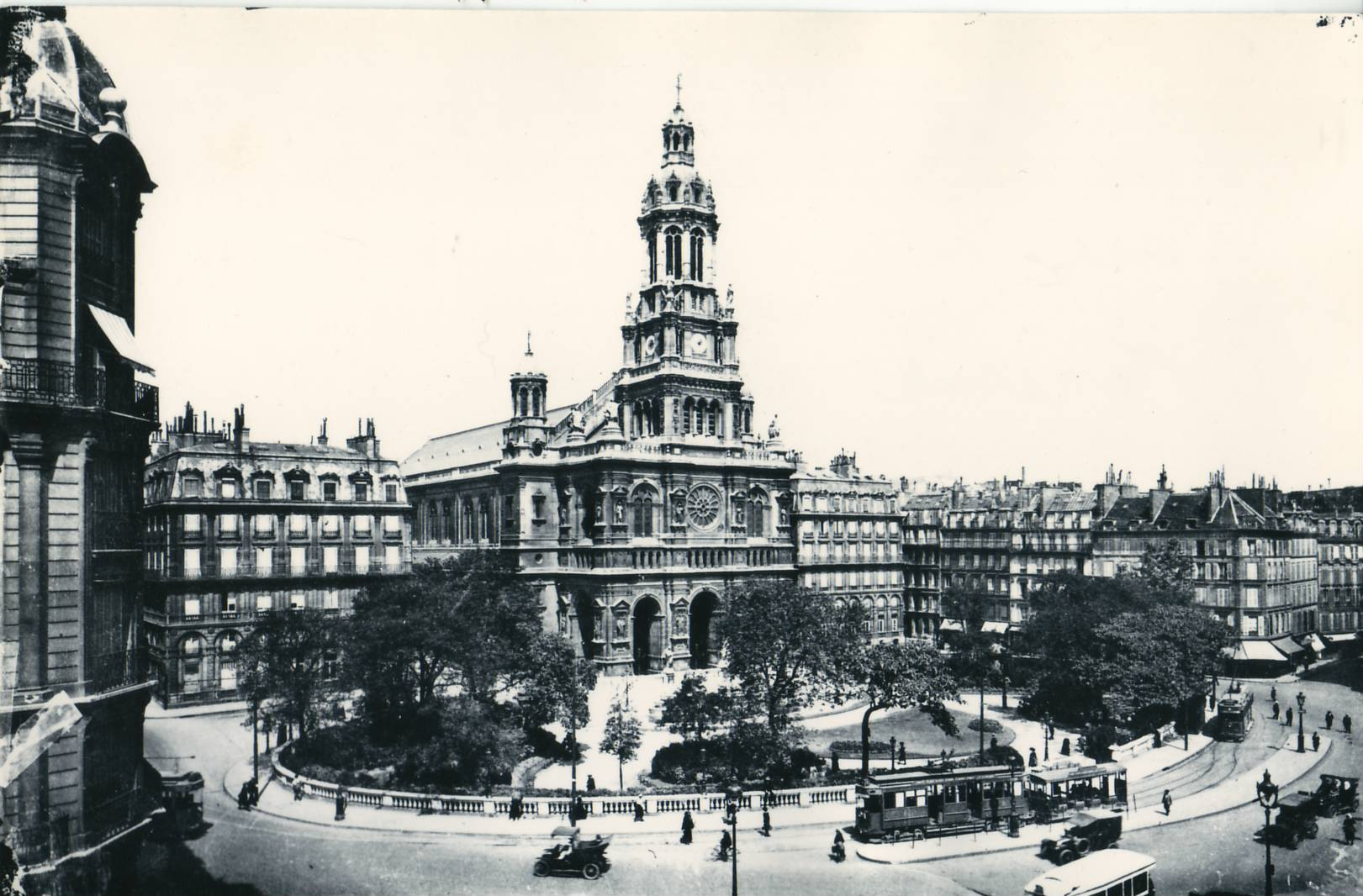
Le terminus de la Trinité, avec sa voie de tiroir.

## Illustrations

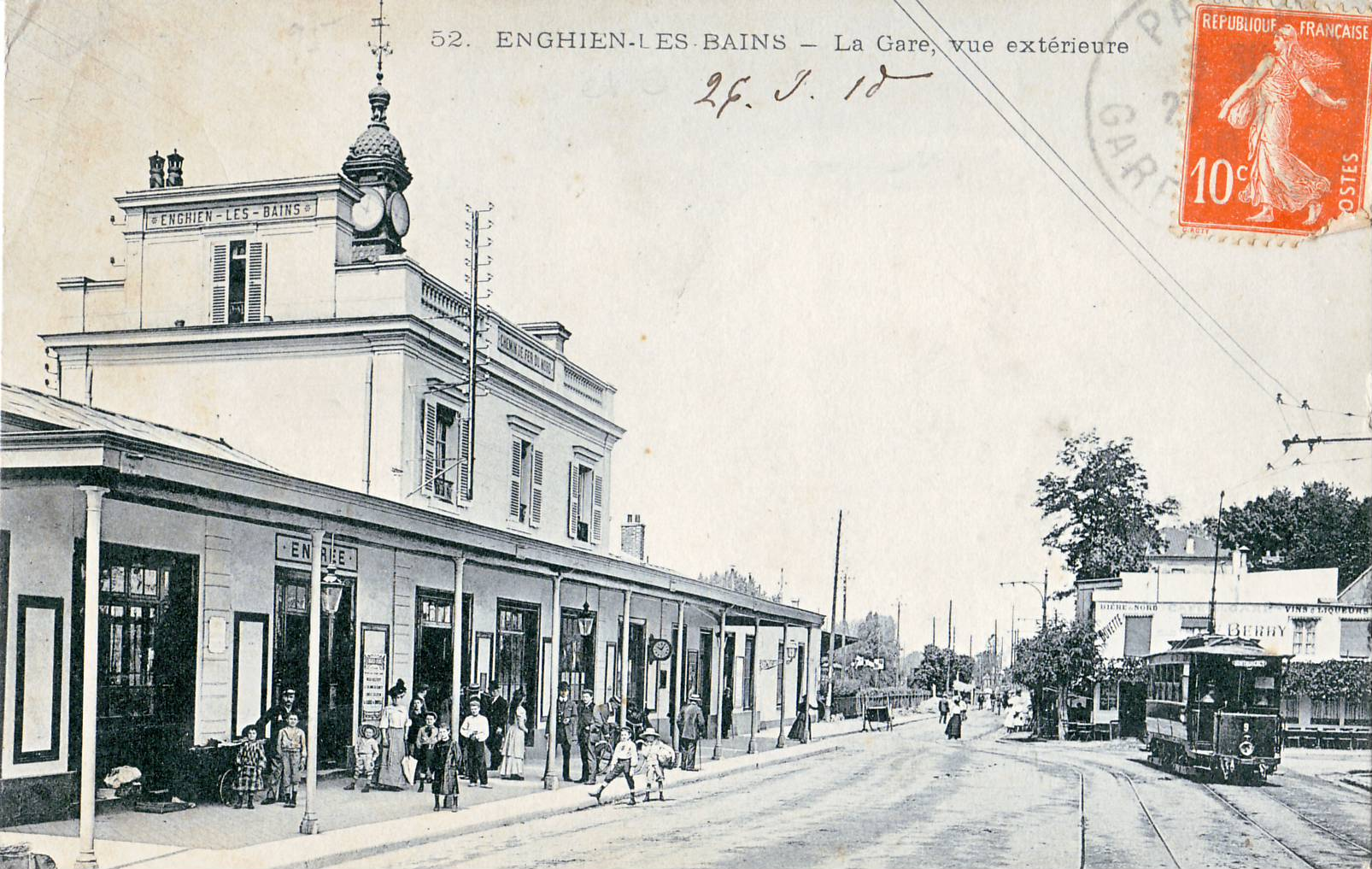
La gare d'Enghien-les-Bains, avec un tramway en stationnement.
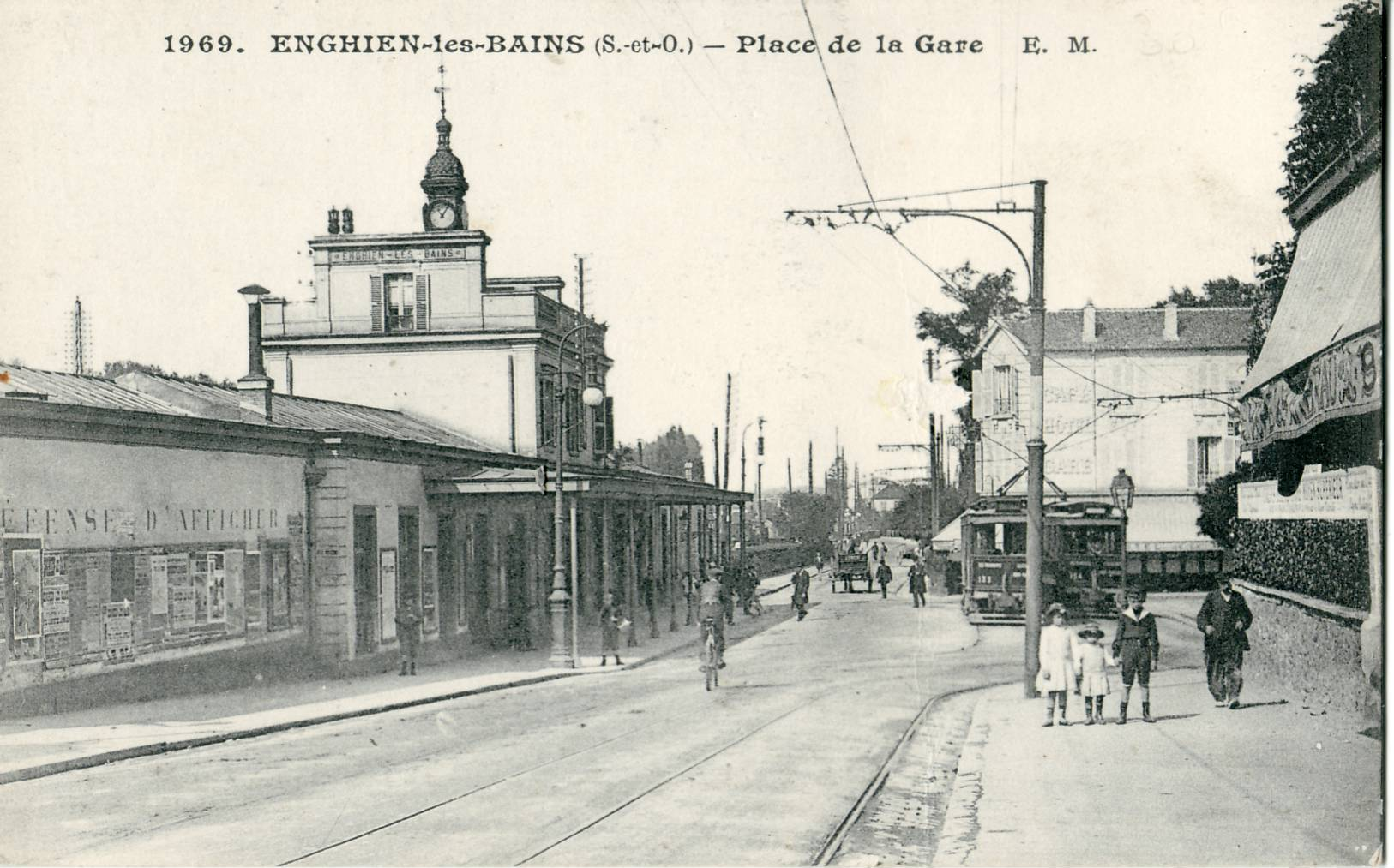
Vue du même lieu, avec deux tramways en stationnement. Peut-être y avait-il une correspondance quai à quai entre les deux lignes Enghien-Trinité et Enghien-Montmorency.
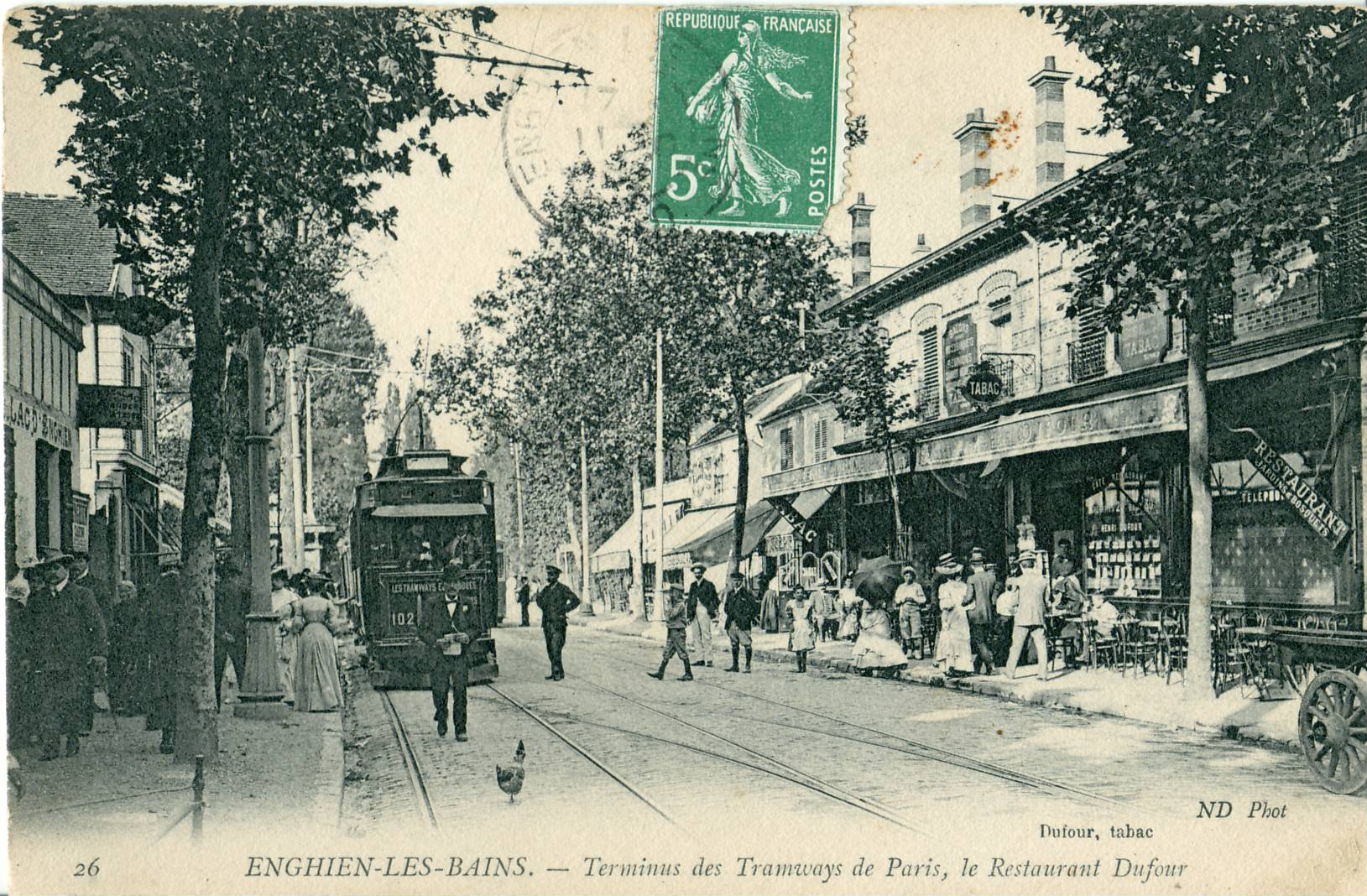
L'ancien terminus du Cygne d'Enghien, avant 1908.
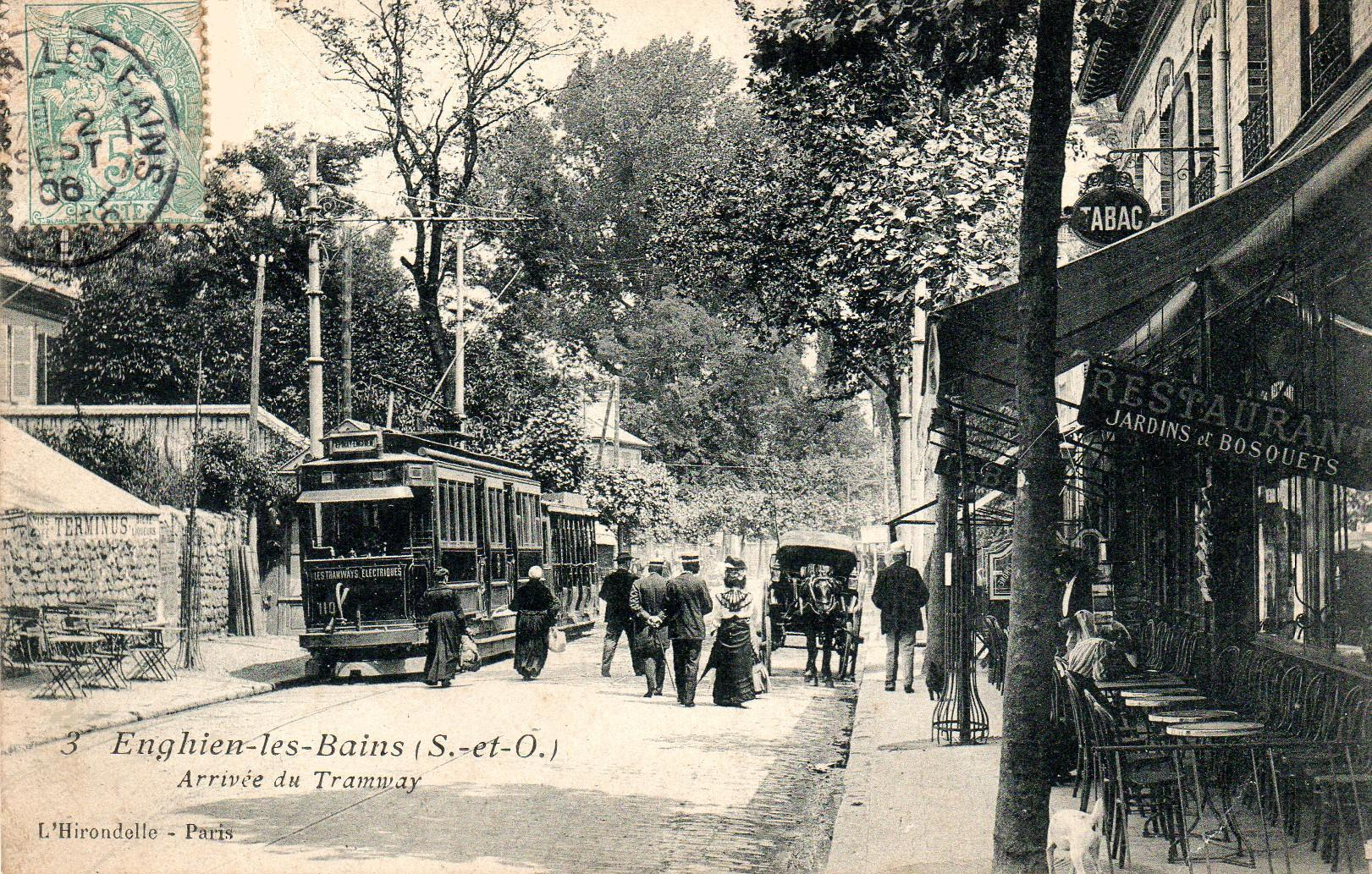
Tramway no 110 au terminus du Cygne d'Enghien à Épinay en 1906.
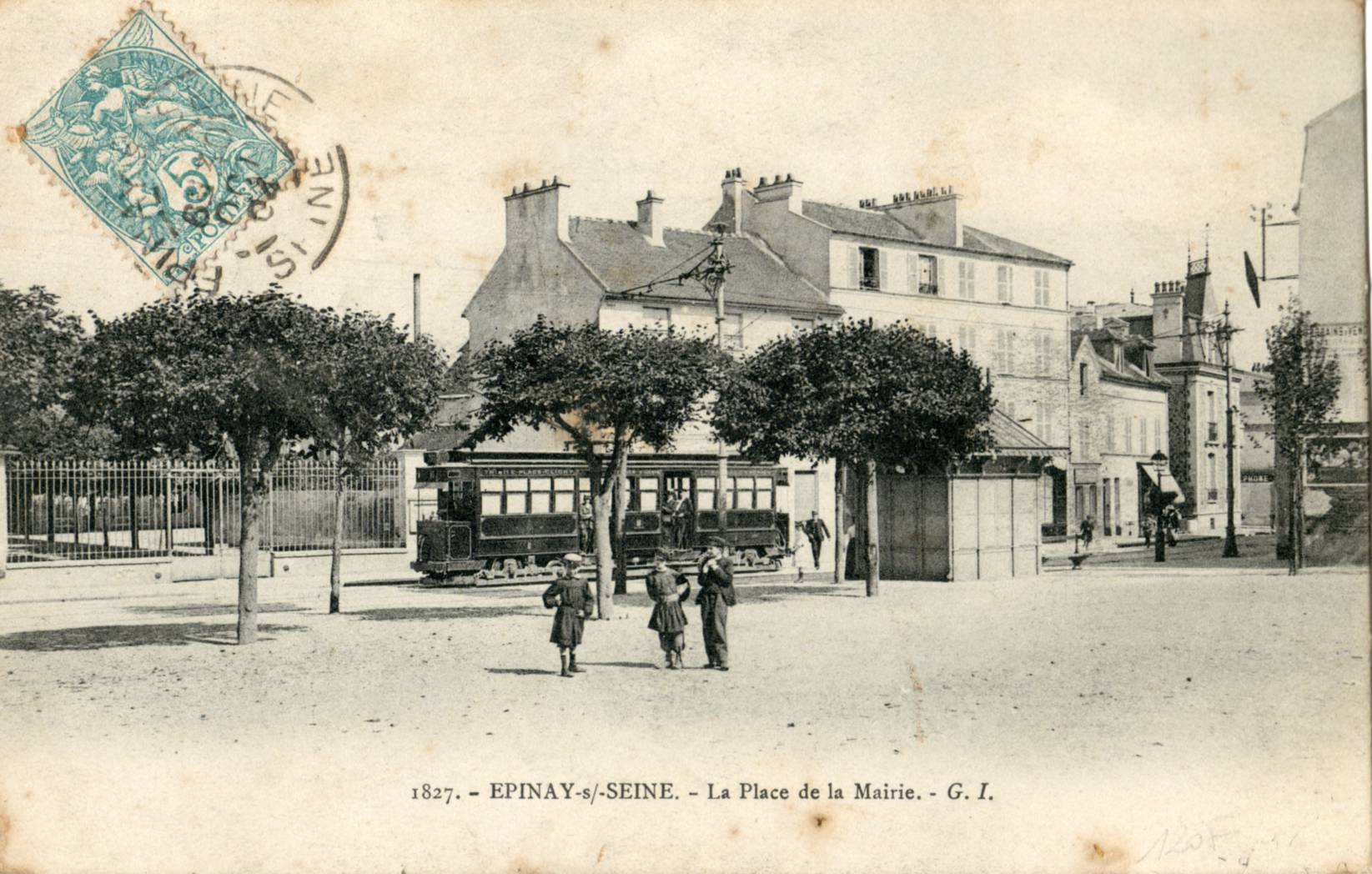
Tramway à l'arrêt devant l'église d'Épinay, devant son aubette.
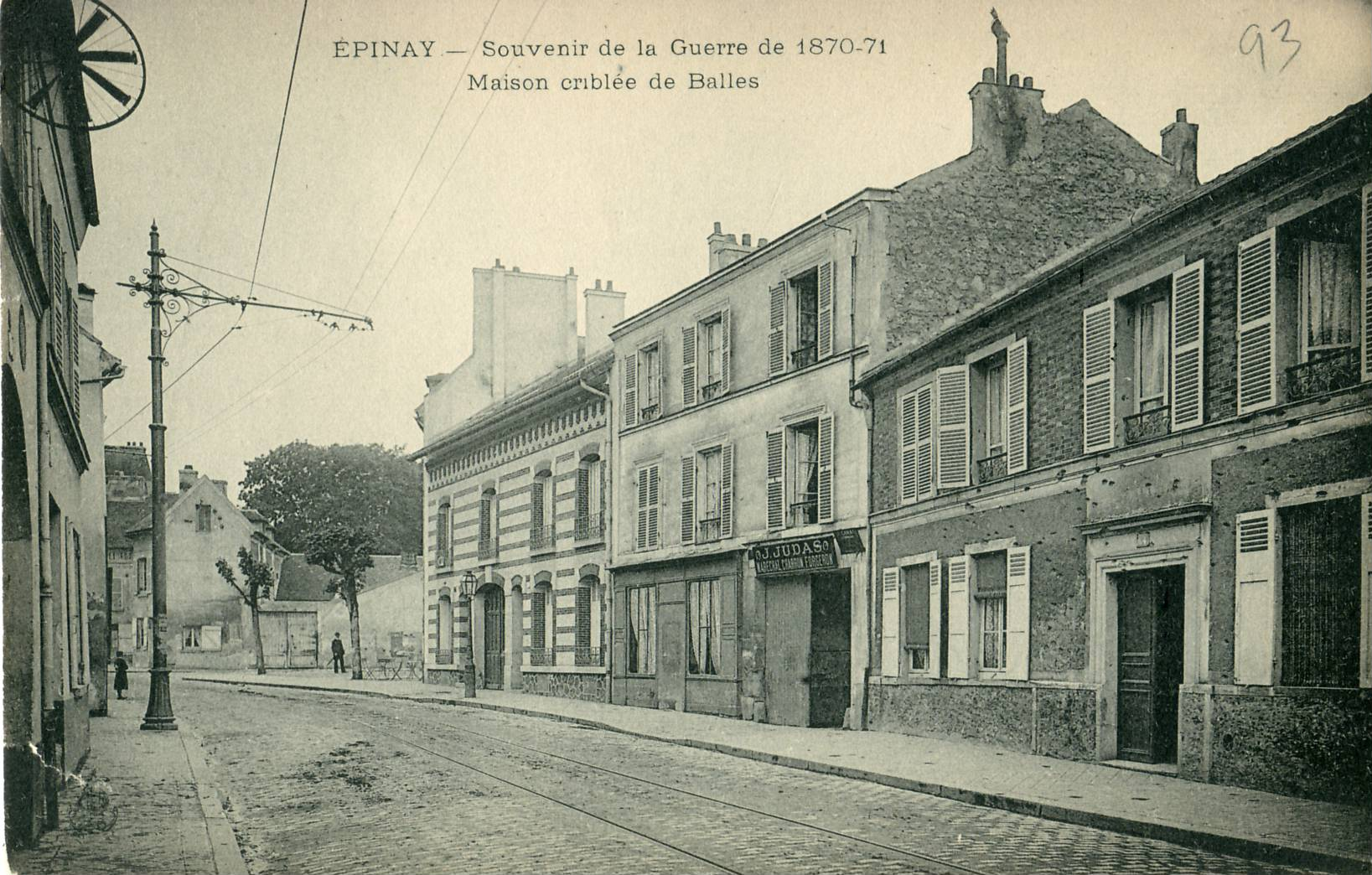
La voie unique du tramway dans le centre-ville d'Épinay.
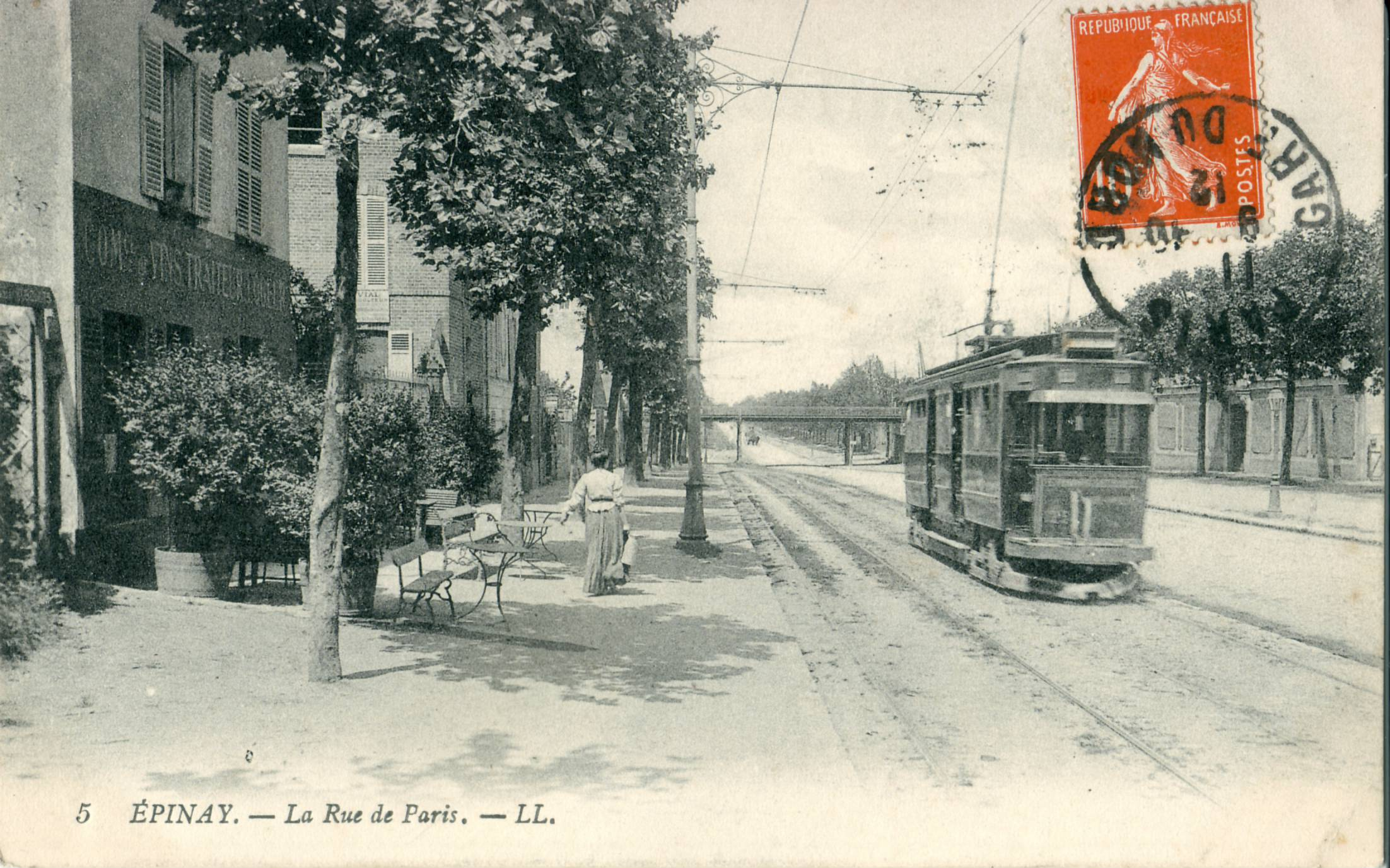
Le Tramway Enghien-Trinité sur la Route nationale à Épinay, avant 1912.
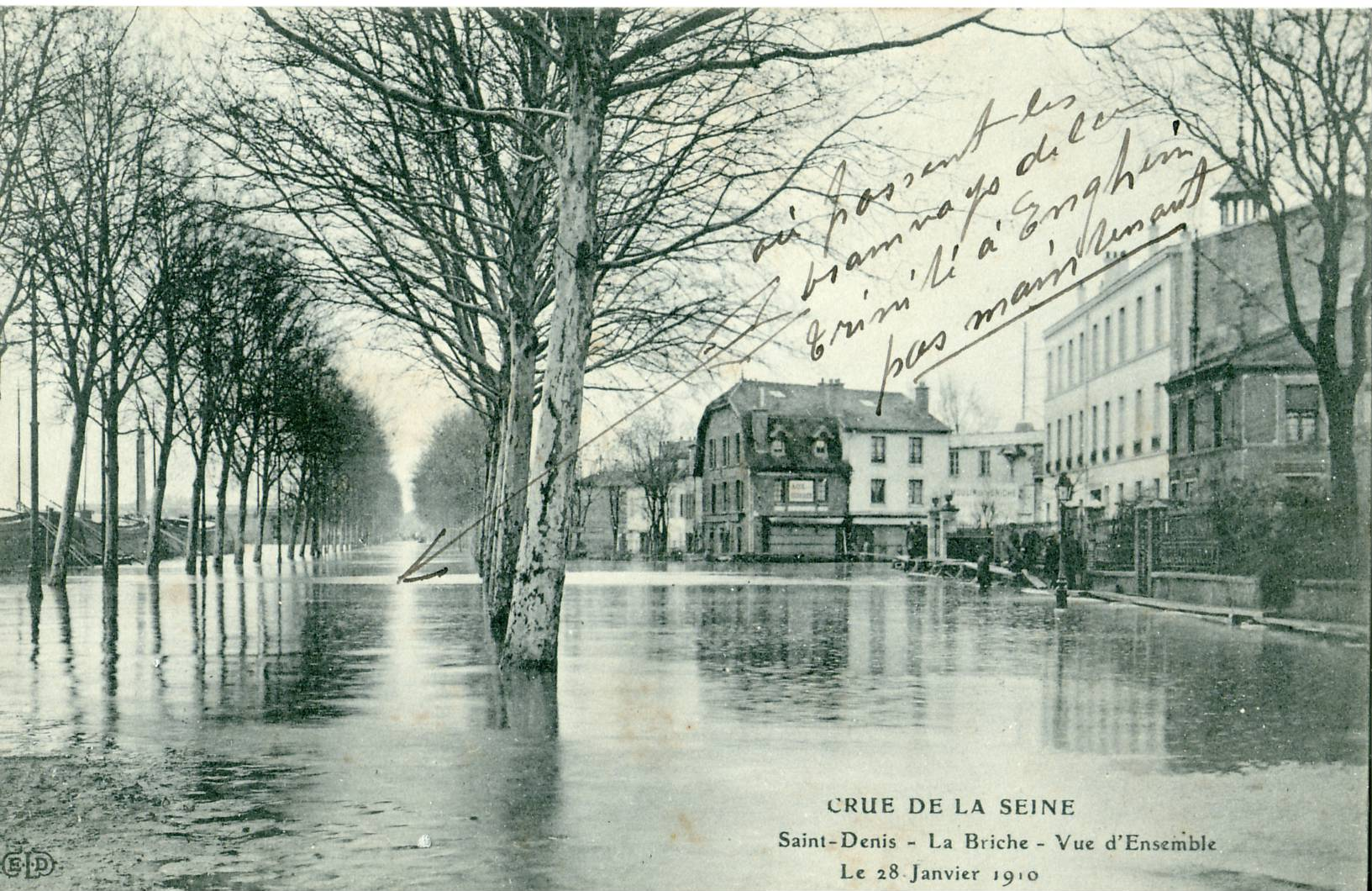
Les inondations de 1910 furent désastreuses pour le tramway, comme l'indique la légende de cette carte prise au début du boulevard Foch à Épinay.
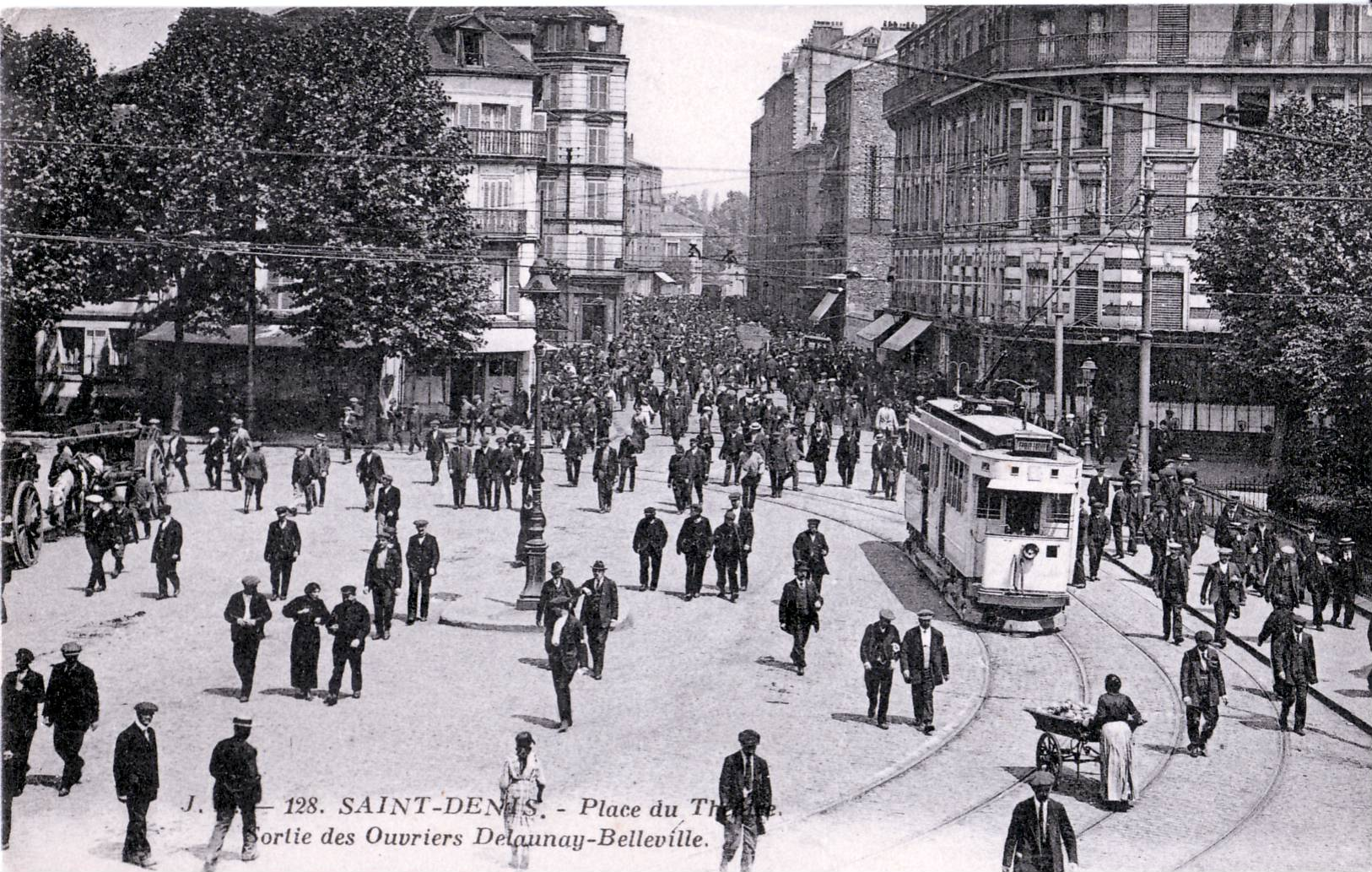
À Saint-Denis, devant l'actuel théâtre Philippe. On voit ici la sortie des ouvriers de l'usine Delaunay-Belleville.
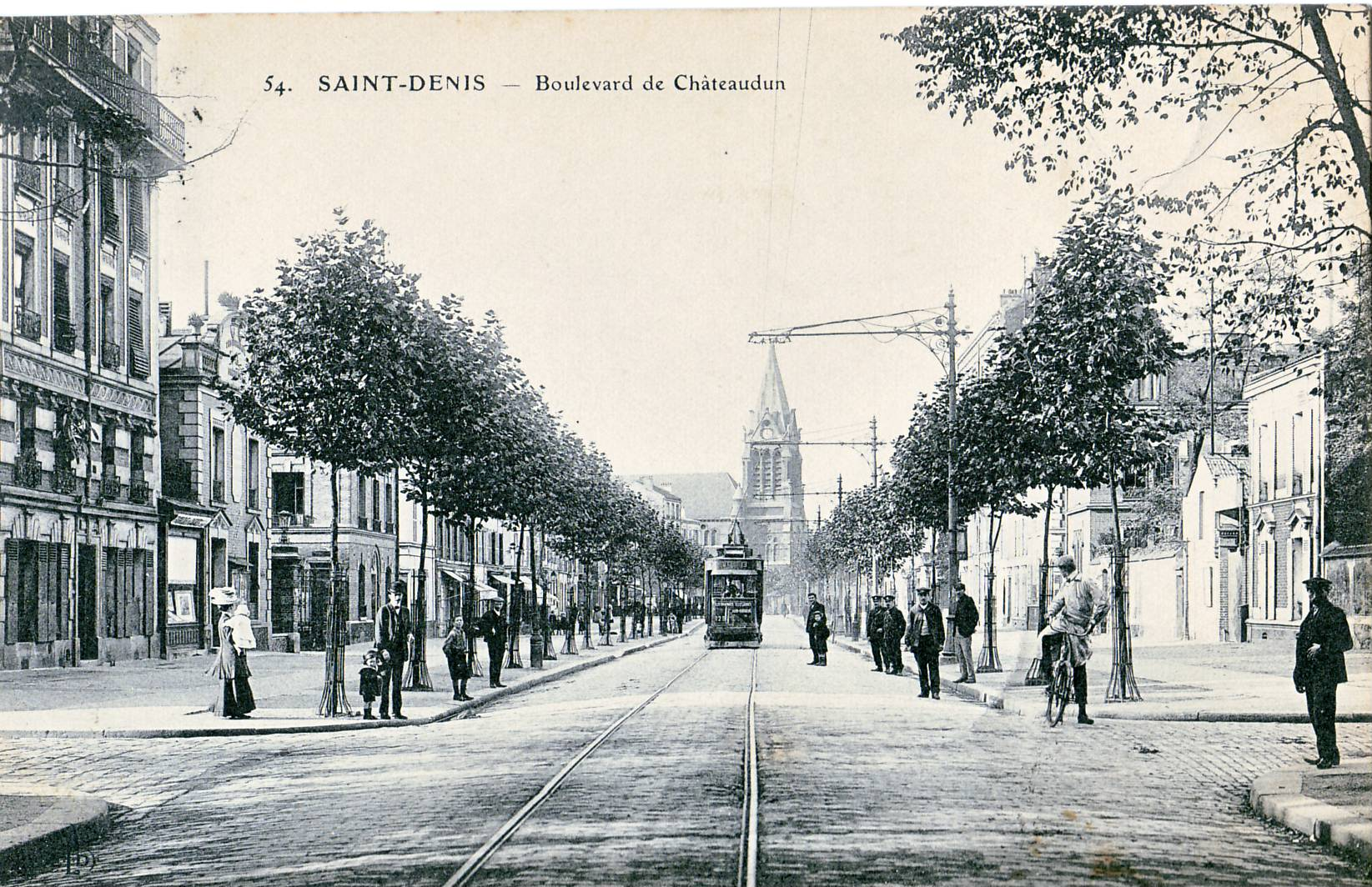
À Saint-Denis, sur l'actuel boulevard Jules-Guesde.
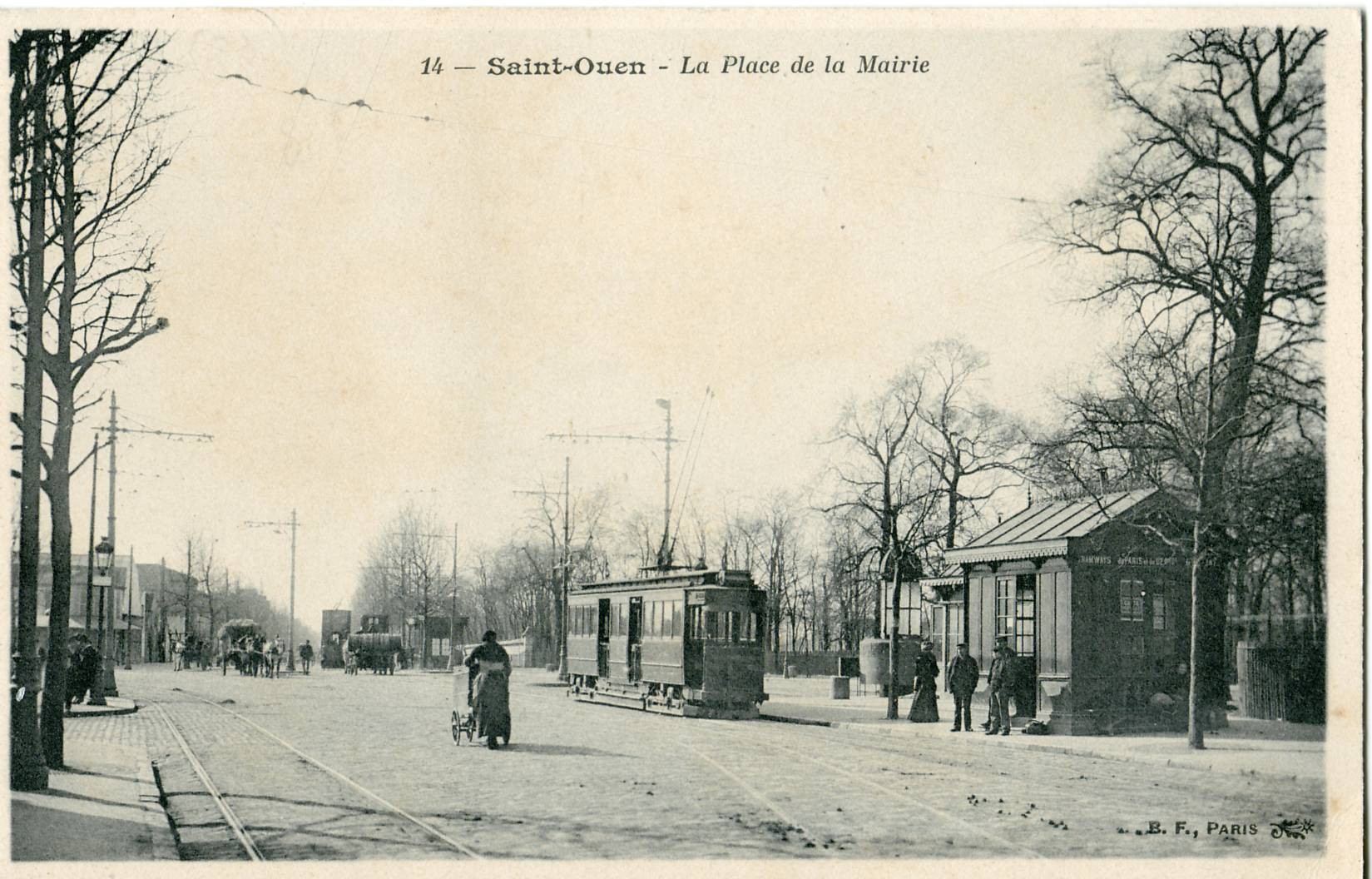
À Saint-Ouen, devant l'hôtel de ville.
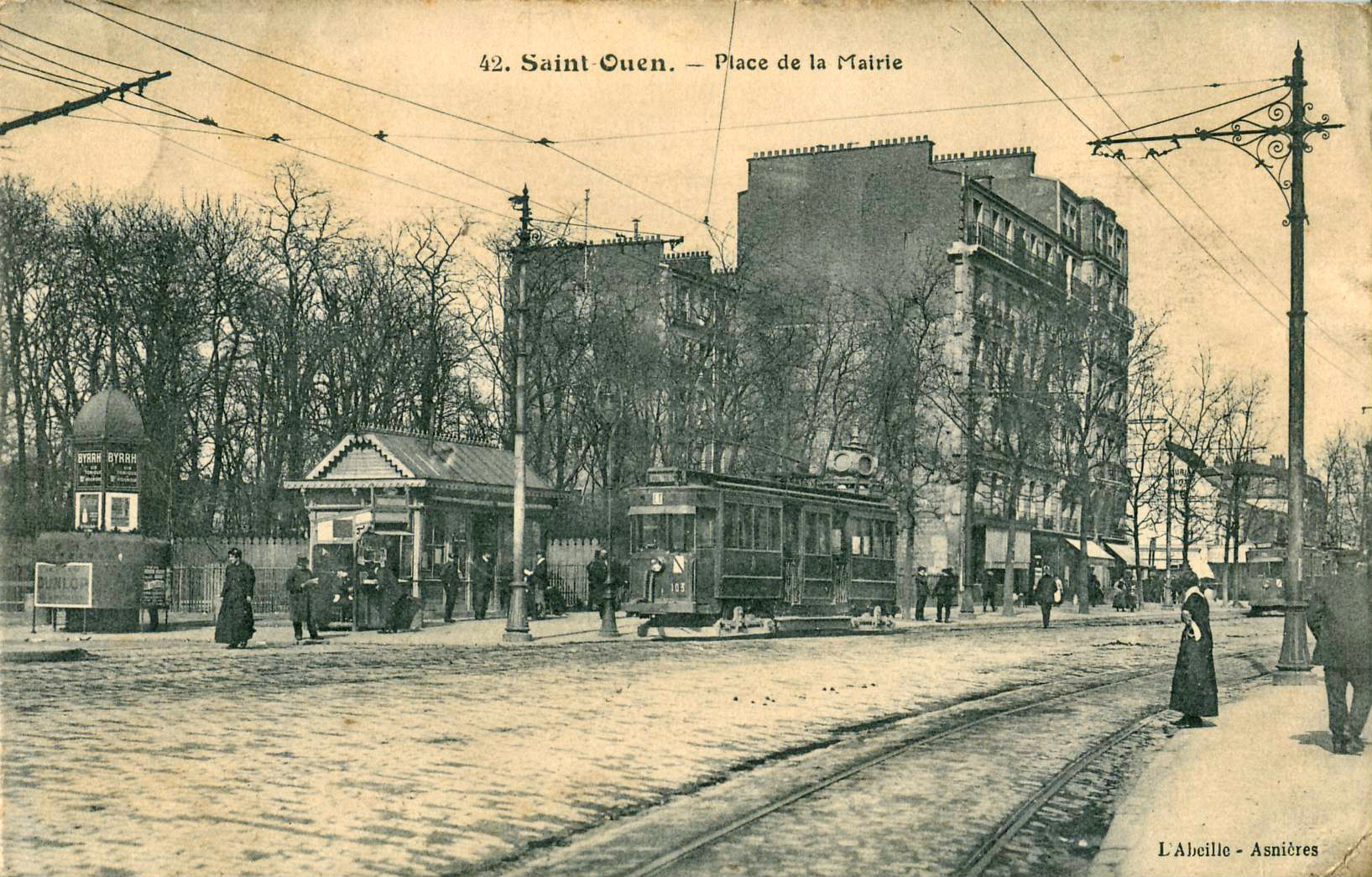
Tramway no 103 devant l'aubette de la station Mairie de Saint-Ouen.
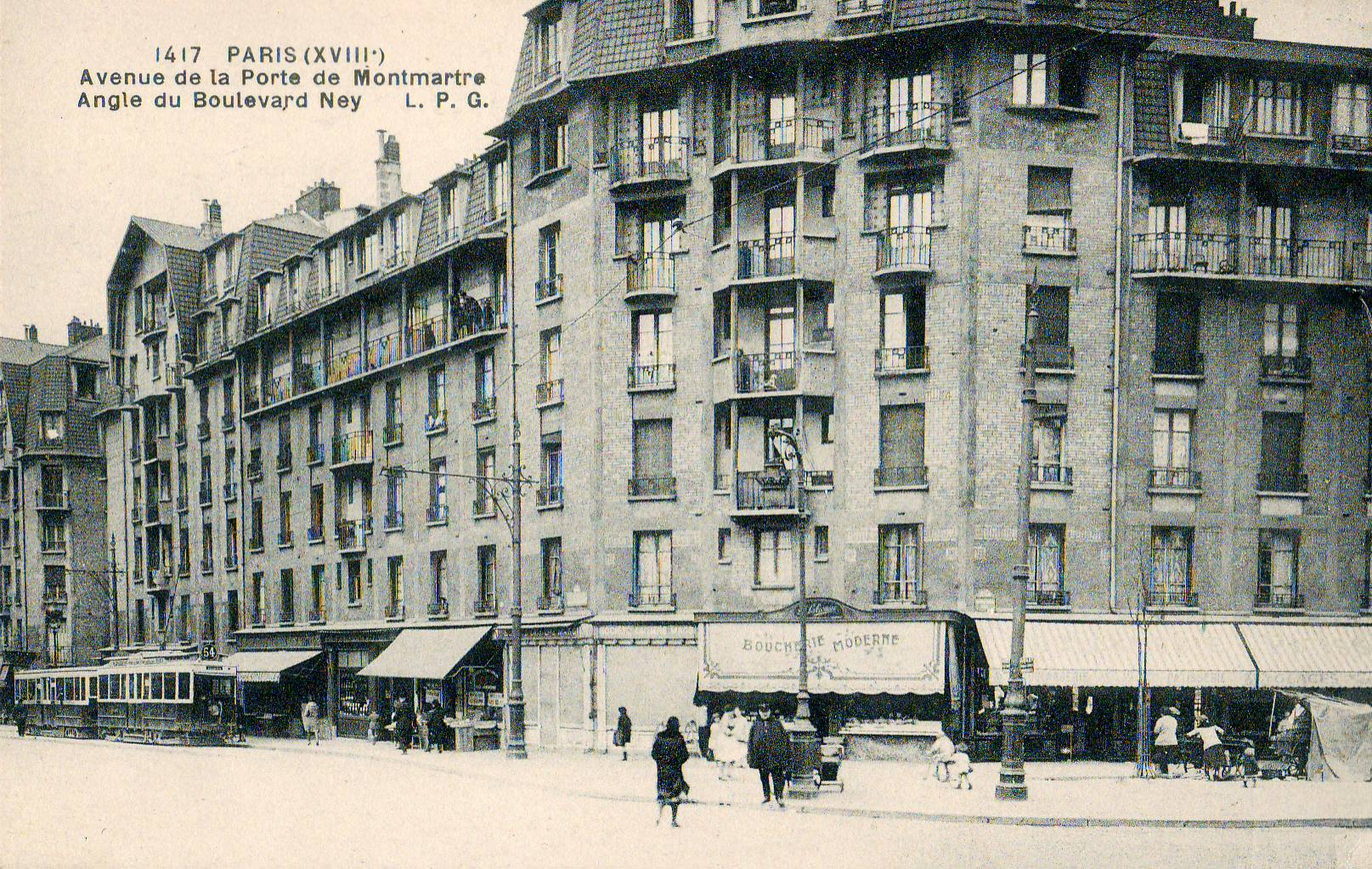
Près de la Porte de Montmartre, devant les HBM de la Ville de Paris.
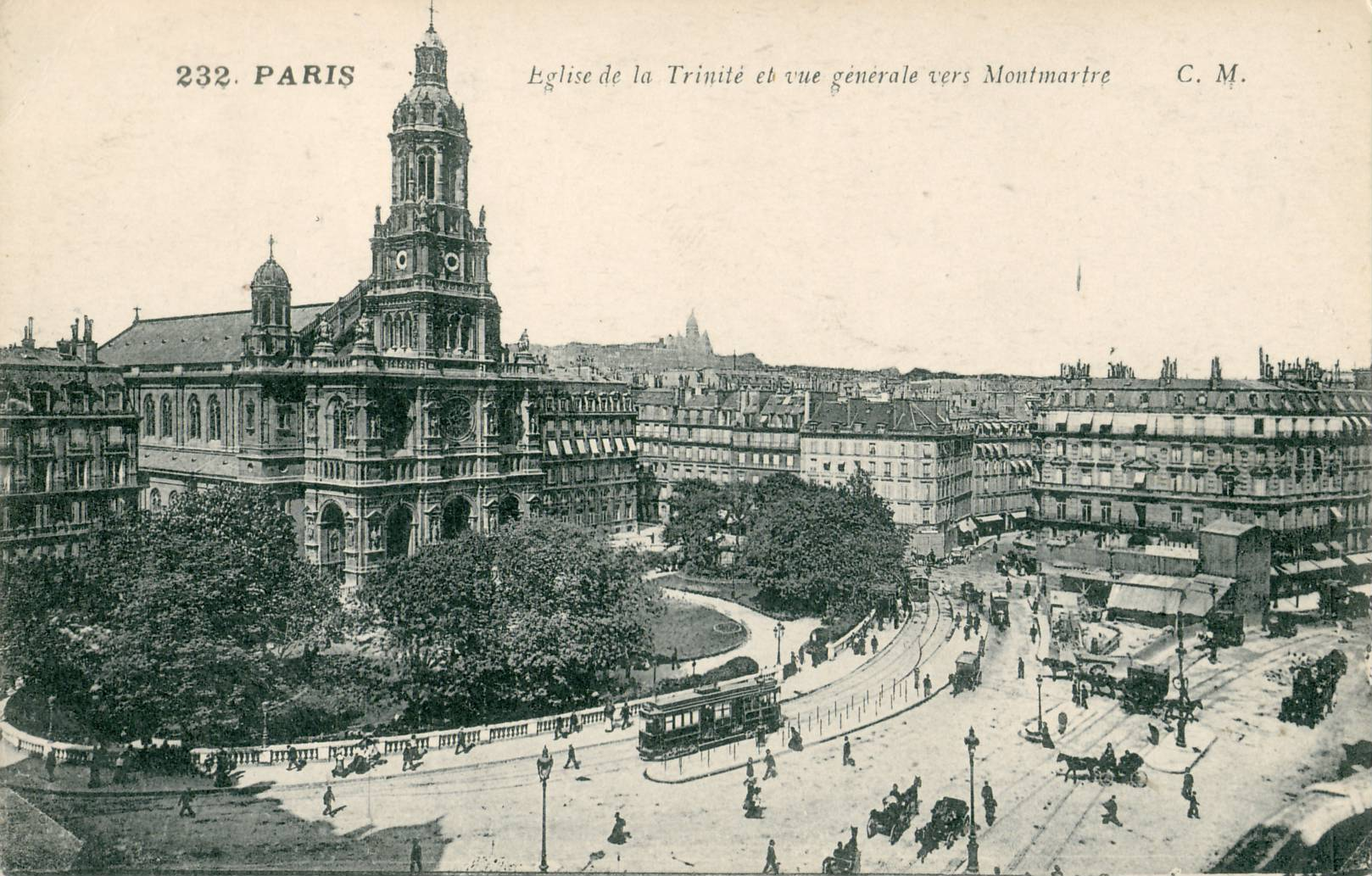
Et au terminus, devant l'église de la Trinité.

## Notes et références

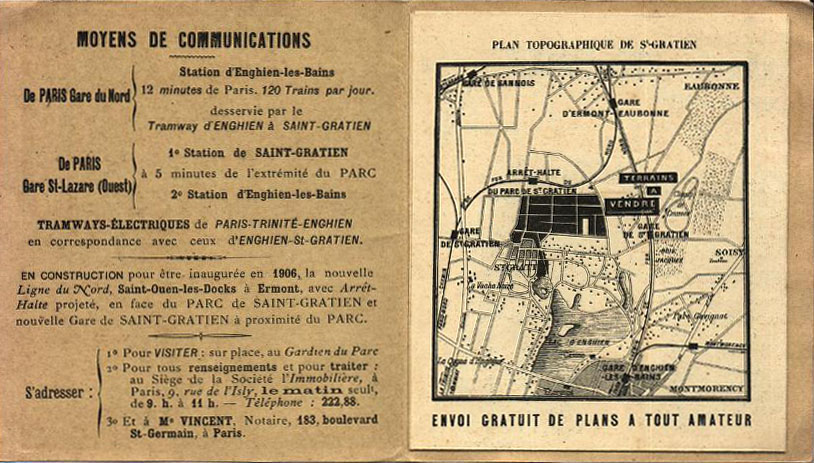
Publicité pour un lotissement à Saint-Gratien vers 1904-1905, mettant en valeur la qualité de sa desserte en transports en commun, et notamment la correspondance aisée entre le Tramway d'Enghien-Saint-Gratien et l'Enghien-Trinité.
Lotissements et desserte par les transports en commun étaient, au XIX et au début du XX, des éléments interdépendants qui permirent l'urbanisation résidentielle de la banlieue.